# Žíla (geologie)

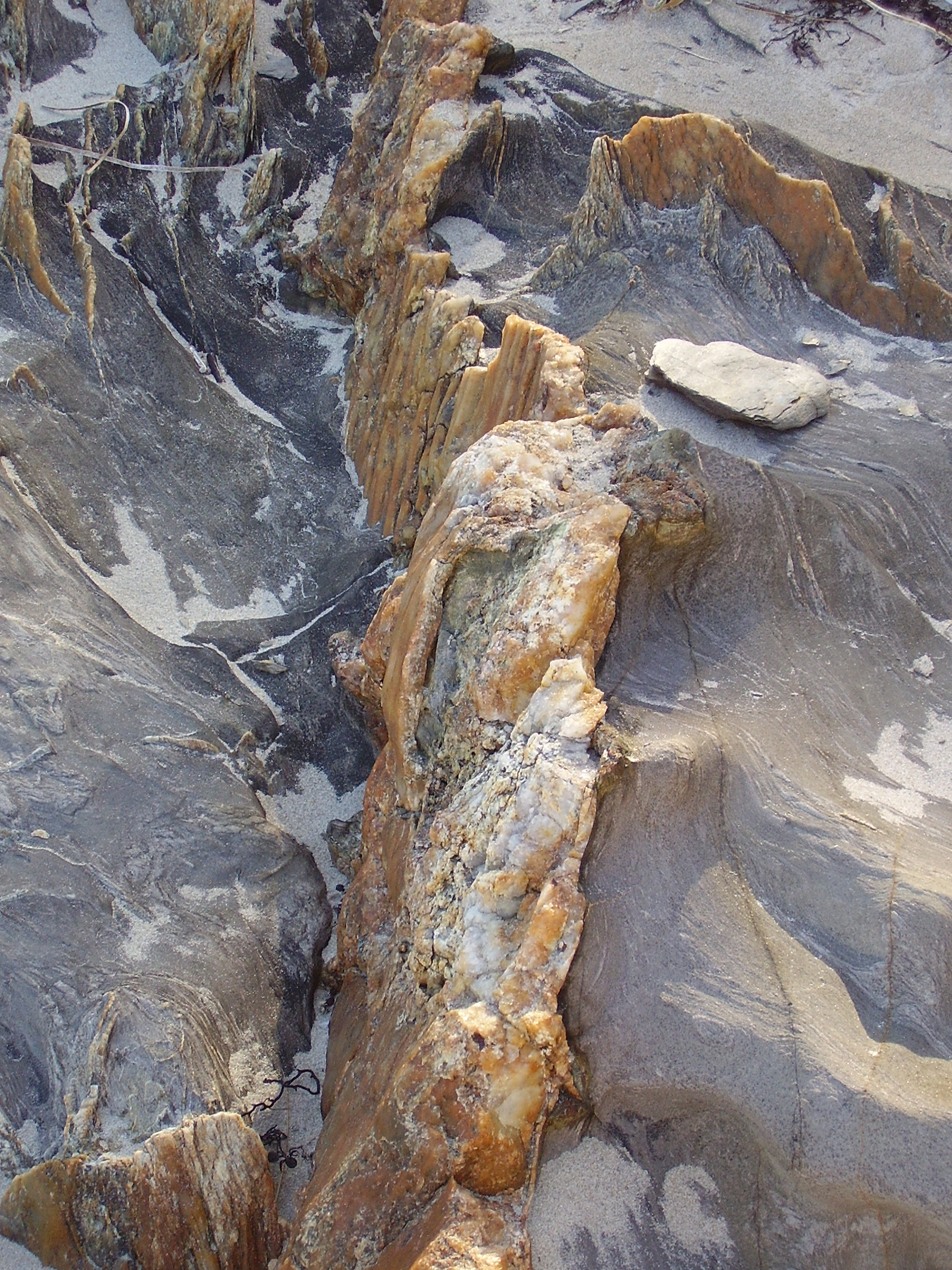
Pohled na pravou žílu tvořenou křemenem

Žíla (anglicky vein) je termín z geologie, kterým se označuje magmatický výlev omezeného rozsahu do okolního prostředí. Žíly jsou důležitým zdrojem drahých kovů a dalších vzácných minerálů respektive prvků. Vznik žíly často napoví mnoho o geologickém vývoji prostředí i o jeho časovém průběhu. Žíla vzniká později než hornina, kterou proráží, což je důležitý poznatek pro určování relativního stáří hornin. Tato jednoduchá zásada je hojně využívána ve stratigrafii pro určování časového vývoje oblasti i relativního věku horninových těles. Označuje se jako pravidlo prorážení.
Žíla je deskovité těleso vyplněné krystaly jednoho nebo více druhů minerálů, nejčastěji jsou magmatického nebo hydrotermálního původu. Magmatické žíly vznikají v důsledku průniku hypoabysálních magmatických hornin jako jsou např. pegmatity nebo aplity. Žíly hydrotermálního původu mohou být velmi různorodé, pokud obsahují akumulace rudných nebo jiných cenných minerálů či prvků, mohou nabýt značný ekonomický význam.
Výplň žíly se do ní může dostat rychlým procesem – injekcí při rozrušení horniny v okolí zdroje magmatu, ale pomalým průnikem hydrotermálních fluid. Minerály v žilách rostou směrem do prázdného prostoru nejčastěji kolmo na její plochu.
Kolem žil se mohou nacházet oblasti postižené kontaktní metamorfózou. V některých případech může při regionální metamorfóze docházet v horninách ke vzniku tenzních fraktur nebo čočkovitých otvorů rovnoběžných s metamorfní foliací, do nichž mohou proniknout migrující fluida, čímž vznikají tzv. synmetamorfní žíly alpského typu, které jsou vyplněny minerály odpovídajícími složení okolních hornin. Oblast prostoupená soustavou menších žil, tvořících komplikované těleso, se v ložiskové geologii označuje jako žilník (anglicky stockwork).

## Geometrické vlastnosti žil

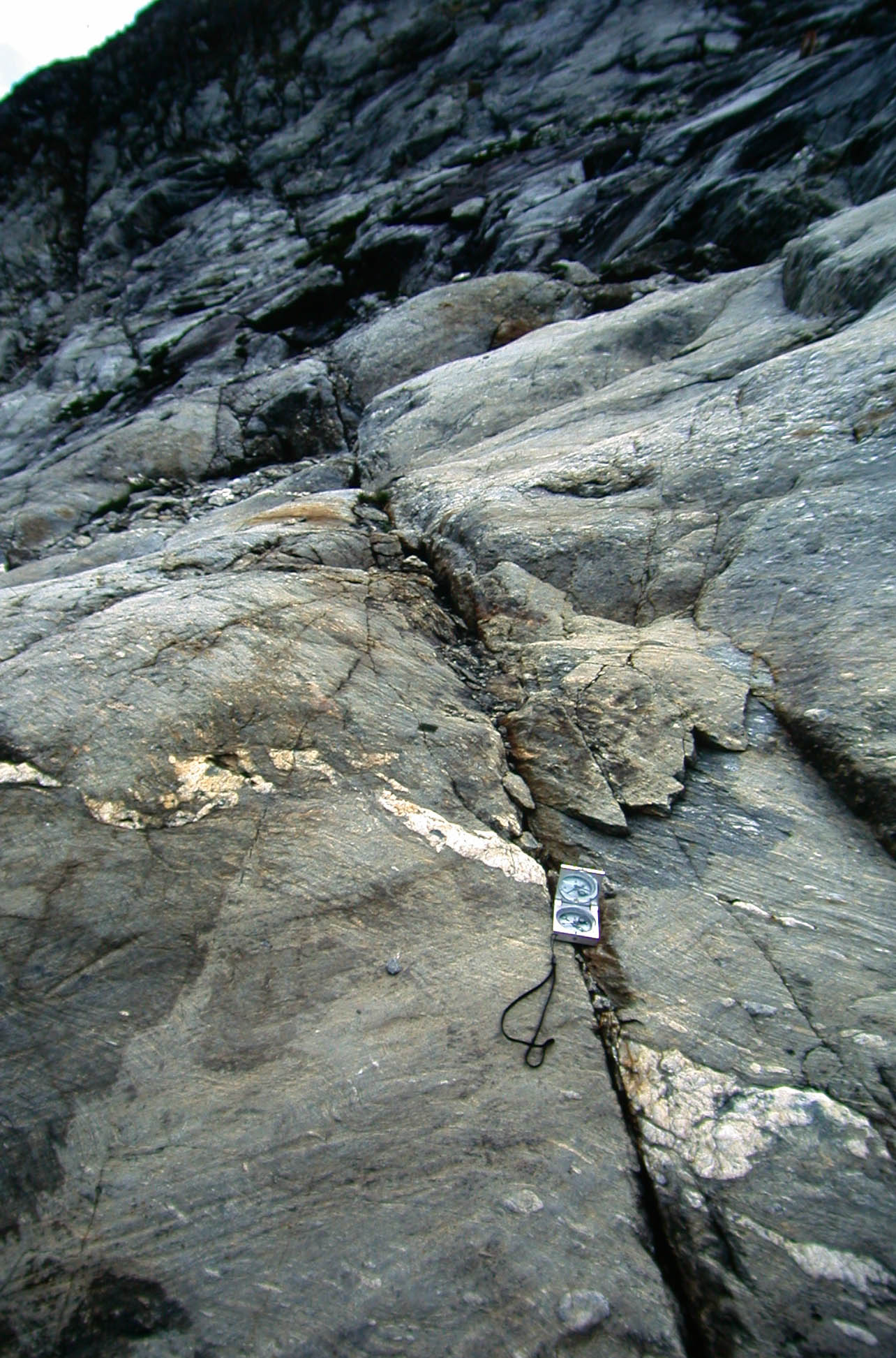
Křemenná žíla v dextrálním směrně-posunném zlomu

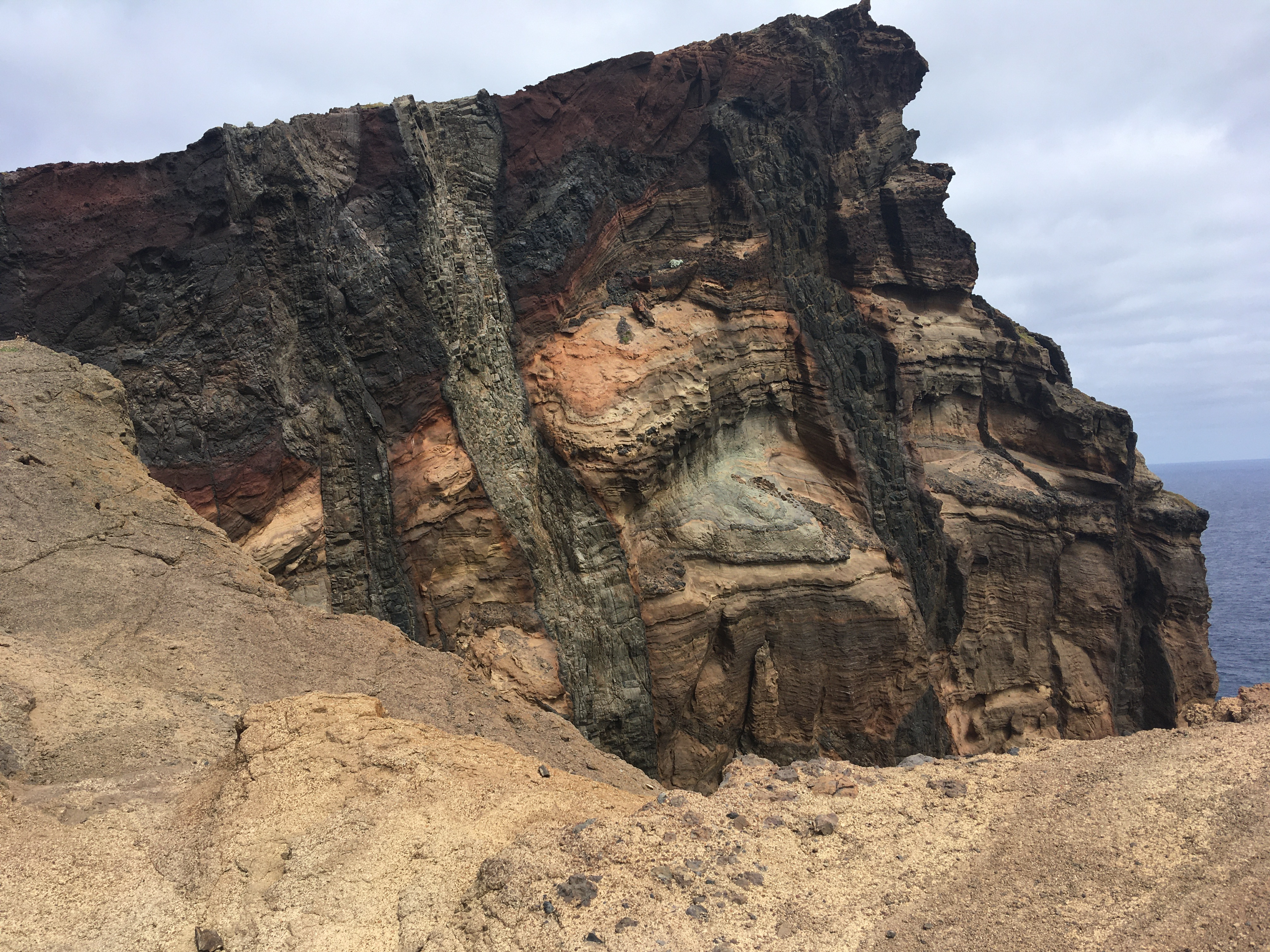
Pohled na pravou žílu, kterou vystupovalo magma na povrch, na ostrově Madeira.

Žíly dělíme podle směru jejich proniknutí do nadloží:
- pravá žíla – je žíla, která prochází diskordantně, tedy kolmo (či šikmo) vzhledem k hornině, do které proniká. Obecně jsou pravé žíly méně mocné a kratší. Často vznikají mineralizací z hydrotermálních roztoků.
- ložní žíla – je orientována konkordantně, tedy je to žíla, u které dojde k rovnoběžnému výlevu vzhledem k okolní hornině. Ložní žíly mohou dosahovat délek až stovek metrů a mocnosti do desítek metrů.

Na dotyku žíly a okolní horniny často nacházíme parciálně natavené horniny, které podlehly jen nízkoteplotní metamorfóze. Typická je sklovitá struktura hornin na doteku žíly a okolí.
Podle detailních morfologických znaků se rozlišují:
- Naduřující žíla, která nemá stálou tloušťku, patří mezi ně:
  - švová žíla, typicka opakovaným ztenčením a poté zesílením
  - komorovitá žíla, vyznačuje se náhlými zesíleními nepravidelného tvaru, která jsou na žíle jakoby navlečena
  - sedlová žila, vzniká nahromaděním žilního materiálu ve vrcholech vrás
- žebříkovitá žíla, vyplňuje příčně pukliny ve vrstvách nebo žílách pevných hornin uložených v plastičtějším prostředí
- zpeřená žíla, je typ složené žíly, která vzniká zaplněním poklesových nebo přesmykových puklin a doprovázejících zpeřené pukliny

Hraniční plocha mezi žílou a okolní horninou se označuje salband. Krátká žilka odbíhající od žíly do okolních hornin se označuje apofýza (výběžek, odnož).
Pravá tloušťka žíly je kolmá vzdálenost mezi její okraji. Pokud žíla na povrch neproniká přesně kolmo, což je nejčastější případ, může být její tloušťka interpretována nesprávně. Vzdálenost okrajů takové žíly se označuje jako nepravá tloušťka. Pro určení pravé tloušťky je třeba znát sklon žíly.

## Žilní mineralizace
Žíly jsou místy zvýšeného výskytu nerostných surovin a vzácných minerálů, nebo prvků, které se hromadí přímo v nich, nebo v jejich bezprostředním okolí. Žíly se někdy nacházejí v typických strukturách jako například v osových částech vrás, což se často využívá např. při prospekci zlata.
Žíly pronikající na povrch jsou do hloubky tvořeny několika zónami:
| Zóna                                           | Běžné minerály |
| ---------------------------------------------- | --- |
| Zóna vyluhování, také gossan (železný klobouk) | Oxo-hydroxidy železa: goethit, limonit, pyroluzit |
| Oxidační zóna                                  | malachit, azurit, chryzokol, kuprit, tenorit, libethenit, smithsonit, hemimorfit, cerusit, angelsit, pyromorfit, vanadinit, senarmonit, bindheimit, valentinit, stibiokonit, erytrit, annabergit |
| Cementační zóna (pod hranicí podzemní vody)    | Ryzí kovy, případně jejich sulfidy: stříbro, zlato, měď, kovelit, chalkozin, bornit, argentit |
| Primární sirníková zóna                        | Celistvé žilní horniny, nebo rudy |

## Odžilky
Odžilky jsou drobné útvary vybíhající z lakolitů či batolitů. Vznikají vyplněním dutin v zemské kůře a následným utuhnutím magmatu. Tvar je stromovitý.